# 巴塔哥古企鹅
巴塔哥古企鹅是古企鹅属 的模式种。他直立可以达到65至75厘米高，大约与南非企鹅体型相同。

## 描述
学者通过在盖曼组（英语：Gaiman Formation）早中新世地层中发现的几十块骨头中得知这一物种的存在。目前有明确发现地的标本是在阿根廷丘布特省的特雷卢和盖曼附近采集的
威氏古企鹅（学名：Palaeospheniscus wimani）可能是巴塔哥古企鹅的同物异名。